# Peter Ypma
Peter Ypma (Indonesië, 15 juli 1942 – 29 juli 2013) was een Nederlands jazzdrummer.

## Carrière
Ypma maakte deel uit van onder meer de Dutch Swing College Band en het Trio Pim Jacobs, waarmee hij jarenlang jazz-zangeres Rita Reys begeleidde. Vanaf 1990 was hij de leider van de Nederlandse twaalfmans jazzformatie Peter Ypma plus Eleven. Hij werkte daarnaast als docent aan het Rotterdams Conservatorium.

## Geschiedenis
Peter Ypma was zestien toen hij zijn eerste drumstel kocht en stopte met zijn opleiding aan het Haagse Thorbecke Lyceum. Een jaar later speelde hij op de Holland-Amerika Lijn, maakte kennis met de Amerikaanse jazzscene en speelde mee in New York. Tegen het einde van zijn opleiding klassiek slagwerk in Den Haag (1962) reisde hij af naar Australië en Nieuw-Zeeland met het Dutch Swing College onder leiding van Peter Schilperoort om vervolgens een jaar als bigbandjazzdrummer te spelen voor Sender Freies Berlin in het toen nog bezette Berlijn. Terug in Nederland speelde hij met het Vara Dansorkest, het Metropole Orkest, Rogier van Otterloo en het Radio Filharmonisch Orkest en meerdere kleine jazzformaties. Peter Ypma was voor een periode van 25 jaar de vaste begeleider van Rita Reys in het trio van Pim Jacobs met Ruud Jacobs op de contrabas.
In de jaren tachtig begon hij als docent aan het Rotterdams Conservatorium, waar hij zich naast de slagwerklessen wijdde aan de verdere ontwikkeling van de studierichting lichte muziek. In Indonesië werkte hij mee aan de opzet en ontwikkeling van het conservatorium in Jakarta. 
Ypma bleef bovenal jazzdrummer. Hij werkte met groten in de jazzmuziek als Monty Alexander, Dexter Gordon, Thad Jones en Ben Webster.
In 1990 begon hij zijn eigen bigband, Peter Ypma plus Eleven, een twaalfmans bebopformatie waarmee hij meerdere malen op het North Sea Jazz Festival heeft gespeeld.
- Biografisch Portaal: 58956746
- Library of Congress Control Number: no98037024
- MusicBrainz: 10175e7d-bc00-47b4-ad63-7904e2d2ac08
- Nederlandse Thesaurus van Auteursnamen: 07331868X
- Virtual International Authority File: 282901423
- WorldCat: E39PBJr7XwxDkMMVcqbkK9CYT3